# Dame-Grootkruis van Eer en Devotie
De graad van Dame-Grootkruis van Eer en Devotie komt voor binnen ridderlijke orden. Binnen de Orde van Malta is prinses Beatrix der Nederlanden een dame-grootkruis van Eer en Devotie. In de Nederlandse afdeling van deze orde behoren zij tot katholieke geslachten uit de adel en dragen zij een titel of predicaat dat teruggaat tot vóór 1855. Beatrix werd als protestantse gelovige opgenomen op grond van een clausule die de afstammelingen van Paul I van Rusland toestaat om, óók al zijn ze niet katholiek, lid van de katholieke orde te worden.
Soeverein ·
Grootmeester ·
Kanselier ·
Kapittel ·
Grootprior ·
Baljuw ·
Heraut ·
Wapenkoning ·
Ordeketen ·
Bijzondere Klasse ·
Grootkruis ·
Grootlint ·
Grootofficier ·
Commandeur ·
Officier ·
Ridder Grootkruis van Eer en Devotie ·
Rechtsridder ·
Ridder van Obediëntie ·
Ridder van Eer en Devotie ·
Ridder van Gratie en Devotie ·
Ridder van Magistrale Gratie ·
Eredame ·
Dame ·
Ridder ·
Lid ·
Expectant ·  
Medaille